# Delegația Uniunii Europene în Republica Moldova
Delegația Uniunii Europene în Republica Moldova a fost instituită pentru a facilita relațiile Moldo-Europene.

## Istorie
Comisia Europeană a deschis un nou oficiu în Republica Moldova pe 6 octombrie 2005, primul ambasador a devenit Cesare de Montis. Președintele Republicii Mihai Ghimpu i-a acordat lui de Montis în octombrie 2009 Ordinul de Onoare.
Șeful delegației Uniunii Europene în Moldova este ambasadorul Dirk Steffen Schuebel din noiembrie 2009. Înainte, Dirk Schuebel era șeful adjunct al delegației Comisiei Europene în Ucraina.
În aprilie 2013, a fost anunțată numirea lui Pirkka Tapiola ca nou șef al delegației UE în Moldova.
El a fost înlocuit de către Peter Michalko în 2017.

## Ambasadori
|   | Nume             | Mandat              | Mandat         |
| - | ---------------- | ------------------- | -------------- |
| 1 | Cesare de Montis | octombrie 2005      | noiembrie 2009 |
| 2 | Dirk Schuebel    | noiembrie 2009      | aprilie 2013   |
| 3 | Pirkka Tapiola   | aprilie 2013        | mai 2017       |
| 4 | Peter Michalko   | mai 2017            | mai 2021       |
| 5 | Janis Mazeiks    | din septembrie 2021 |                |